# 烏蘇盧坦
烏蘇盧坦（西班牙語：Usulután），是薩爾瓦多的城鎮，位於該國東南部，由烏蘇盧坦省負責管轄，面積139.75平方公里，海拔高度91米，2007年人口73,064，人口密度每平方公里522.82人。

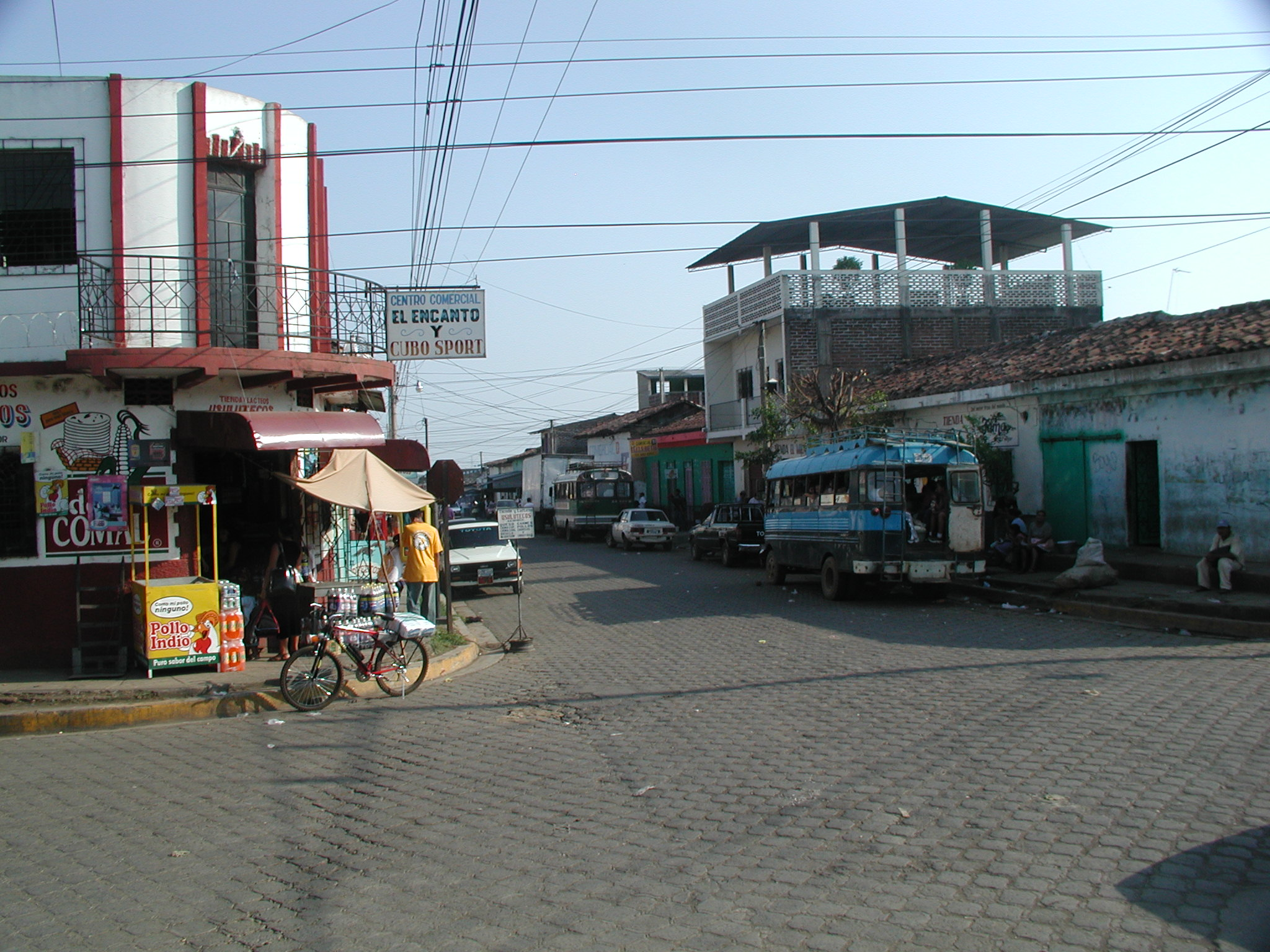

13°21′N 88°27′W / 13.350°N 88.450°W